# Saint-Martin-le-Nœud
Saint-Martin-le-Nœud és un municipi francès, situat al departament de l'Oise i a la regió dels Alts de França. L'any 2007 tenia 1.057 habitants.

## Demografia

### Població
El 2007 la població de fet de Saint-Martin-le-Nœud era de 1.057 persones. Hi havia 388 famílies de les quals 60 eren unipersonals (24 homes vivint sols i 36 dones vivint soles), 116 parelles sense fills, 180 parelles amb fills i 32 famílies monoparentals amb fills.
La població ha evolucionat segons el següent gràfic:
Habitants censats

### Habitatges
El 2007 hi havia 393 habitatges, 385 eren l'habitatge principal de la família, 4 eren segones residències i 4 estaven desocupats. 385 eren cases i 6 eren apartaments. Dels 385 habitatges principals, 352 estaven ocupats pels seus propietaris, 29 estaven llogats i ocupats pels llogaters i 4 estaven cedits a títol gratuït; 5 tenien dues cambres, 37 en tenien tres, 120 en tenien quatre i 223 en tenien cinc o més. 327 habitatges disposaven pel capbaix d'una plaça de pàrquing. A 139 habitatges hi havia un automòbil i a 231 n'hi havia dos o més.

### Piràmide de població
La piràmide de població per edats i sexe el 2009 era:
| Homes | Edats   | Dones |
| ----- | ------- | ----- |
| 0     | 95 o +  | 0     |
| 0     | 90 a 94 | 0     |
| 4     | 85 a 89 | 0     |
| 4     | 80 a 84 | 4     |
| 8     | 75 a 79 | 24    |
| 20    | 70 a 74 | 12    |
| 12    | 65 a 69 | 12    |
| 12    | 60 a 64 | 20    |
| 28    | 55 a 59 | 12    |
| 48    | 50 a 54 | 48    |
| 32    | 45 a 49 | 52    |
| 44    | 40 a 44 | 32    |
| 32    | 35 a 39 | 44    |
| 44    | 30 a 34 | 28    |
| 28    | 25 a 29 | 28    |
| 52    | 20 a 24 | 28    |
| 32    | 15 a 19 | 32    |
| 24    | 10 a 14 | 44    |
| 28    | 5 a 9   | 20    |
| 28    | 0 a 4   | 12    |

## Economia
El 2007 la població en edat de treballar era de 745 persones, 537 eren actives i 208 eren inactives. De les 537 persones actives 493 estaven ocupades (261 homes i 232 dones) i 44 estaven aturades (29 homes i 15 dones). De les 208 persones inactives 82 estaven jubilades, 76 estaven estudiant i 50 estaven classificades com a «altres inactius».

### Ingressos
El 2009 a Saint-Martin-le-Nœud hi havia 387 unitats fiscals que integraven 1.031 persones, la mediana anual d'ingressos fiscals per persona era de 22.829 €.

### Activitats econòmiques
Dels 19 establiments que hi havia el 2007, 2 eren d'empreses alimentàries, 1 d'una empresa de fabricació d'altres productes industrials, 1 d'una empresa de construcció, 7 d'empreses de comerç i reparació d'automòbils, 2 d'empreses de transport, 1 d'una empresa financera, 1 d'una empresa immobiliària, 3 d'empreses de serveis i 1 d'una empresa classificada com a «altres activitats de serveis».
Dels 2 establiments de servei als particulars que hi havia el 2009, 1 era una oficina de correu i 1 lampisteria.
Dels 3 establiments comercials que hi havia el 2009, 1 era una botiga de menys de 120 m² i 2 carnisseries.
L'any 2000 a Saint-Martin-le-Nœud hi havia 4 explotacions agrícoles que ocupaven un total de 360 hectàrees.

## Equipaments sanitaris i escolars
El 2009 hi havia una escola elemental.

## Poblacions més properes
El següent diagrama mostra les poblacions més properes.